# Ordenssällskapet Den XV Mars
Ordenssällskapet Den XV Mars, ofta förkortat enbart XV mars, är ett svenskt ordenssällskap grundat i Stockholm år 1854.

## Om orden
Ordenssällskapet Den XV Mars är ett politiskt och religiöst obundet sällskap.
Syftet med Sällskapet stipuleras i stadgarnas 1§: "Sällskapet har till syfte att i en vald krets av prövade, redbare vänner njuta en oskyldig och sansad glädje samt höja denna njutning genom välgörenhet mot nödlidande medmänniskor."

## Historia
Den 8 mars 1854 träffades de tre vännerna, kronoinspektören vid Stockholms järn- och metallvåg C G Cronlund, grosshandlaren E L Nortun samt kammarskrivaren och sekreteraren H W Theorin, på Källaren vid Södermalmstorg. Under kvällen övertalades Theorin att arrangera en middag hos den gemensamme vännen, bankokamreraren C ThoreIl, vilken innehade en lämplig våning med stort kök vid Repslagargatan 10. Följande dag sammanträffade vännerna tillsammans med nämnde ThoreIl, som glad och vänlig vid det omtalade förslaget till middag genast ställde sin våning till förfogande.
Två dagar senare var middagsgästernas lista färdig och upptog sammanlagt 16 deltagare. Middagen planerades till onsdagen den 15 mars kl. 3 på eftermiddagen.
Den dagen beslutades att instifta ett Sällskap, som skulle heta Sällskapet den 15 mars. Ledamöterna skulle årligen den 15 mars åter samlas för att fira minnet av denna tilldragelse. Stabilitet inträdde hos Sällskapet Den XV Mars först den 17 januari 1857, då de första stadgarna antogs. Antalet ledamöter var ursprungligen begränsat till 16 st. Numera är antalet i princip obegränsat men hålles omkring 250 genom omsorgsfullt urval och slutet inval på allmänt sammanträde.
I början av 1900-talet infördes olika grader och Sällskapet Den XV Mars blev Ordenssällskapet Den XV Mars.
Alltsedan 1858 har årliga understöd utdelats. Den första som kom i åtnjutande av dylikt understöd, var änkan efter initiativtagaren till Sällskapets stiftande, Brodern Theorin, som avlidit redan den 2 mars 1855 och således icke fick vara med på högtidsdagen 1855.

## Arbetet idag
Numera sammanträder Ordenssällskapet Den XV Mars fyra gånger årligen; omkring 15 mars till högtidsdagen med intagning av nya ledamöter, omkring 15 oktober till gradgivning samt omkring 15 februari och 15 november till arbetssammanträden med val av funktionärer, inval av nya ledamöter samt förvaltnings- och revisionsberättelser m. m.
Omsorgen om de olika ledamöterna, särskilt vid svåra förhållanden såsom sjukdom, nödsituationer m. m., ligger Bestyrelsen varmt om hjärtat, enär detta är ett av Ordenssällskapets främsta göromål.

## Grader
Ordens inre arbete följer vissa ritualer. Orden har fyra grader vilka man som medlem kan erhålla efterhand. Innehållet i gradgivningarna är hemliga för utomstående samt för medlemmar av lägre grad.